# 男のコになりたい
「男のコになりたい」は、1987年2月5日に発売された、酒井法子のデビューシングル。

## 解説
酒井出演のグリコ「キャンレディー」のCMソングとして使用された。
週間オリコンチャート上においては、酒井自身デビュー曲ながらもいきなり10位以内に入った（最高は第6位、売上記録は4.8万枚）。
1987年2月19日、TBS系列生放送音楽番組『ザ・ベストテン』へも第10位に初ランクイン。同じく第9位で『STAR』の浅香唯と二人一緒に、当番組へ初出演を果たしている（最高位は翌週2月26日の第8位）。

## 収録曲
- 両楽曲共に、編曲：萩田光雄

1. 男のコになりたい（3分10秒）
作詞：三浦徳子／作曲：Frankie T.
2. ワガママ・シンドローム（3分29秒）
作詞：森浩美／作曲：緑一二三

## 収録アルバム
- ファンタジア (Fantasia) / NORIKO Part I
- Singles 〜NORIKO BEST〜
- TWIN BEST
- CDファイル Vol.1
- Asia 2000〜Words Of Love〜
- <COLEZO!> 酒井法子 Best Selection
- The Best Exhibition　酒井法子30thアニバーサリーベストアルバム
- GOLDEN☆BEST 酒井法子
- NORIKO BOX 30th Anniversary Mammoth Edition
- Premium Best